# Bonito de Santa Fé
Bonito de Santa Fé là một đô thị thuộc bang Paraíba, Brasil. Đô thị này có diện tích 228,326 km², dân số năm 2007 là 9368 người, mật độ 41 người/km².